# تاريخ الجعة

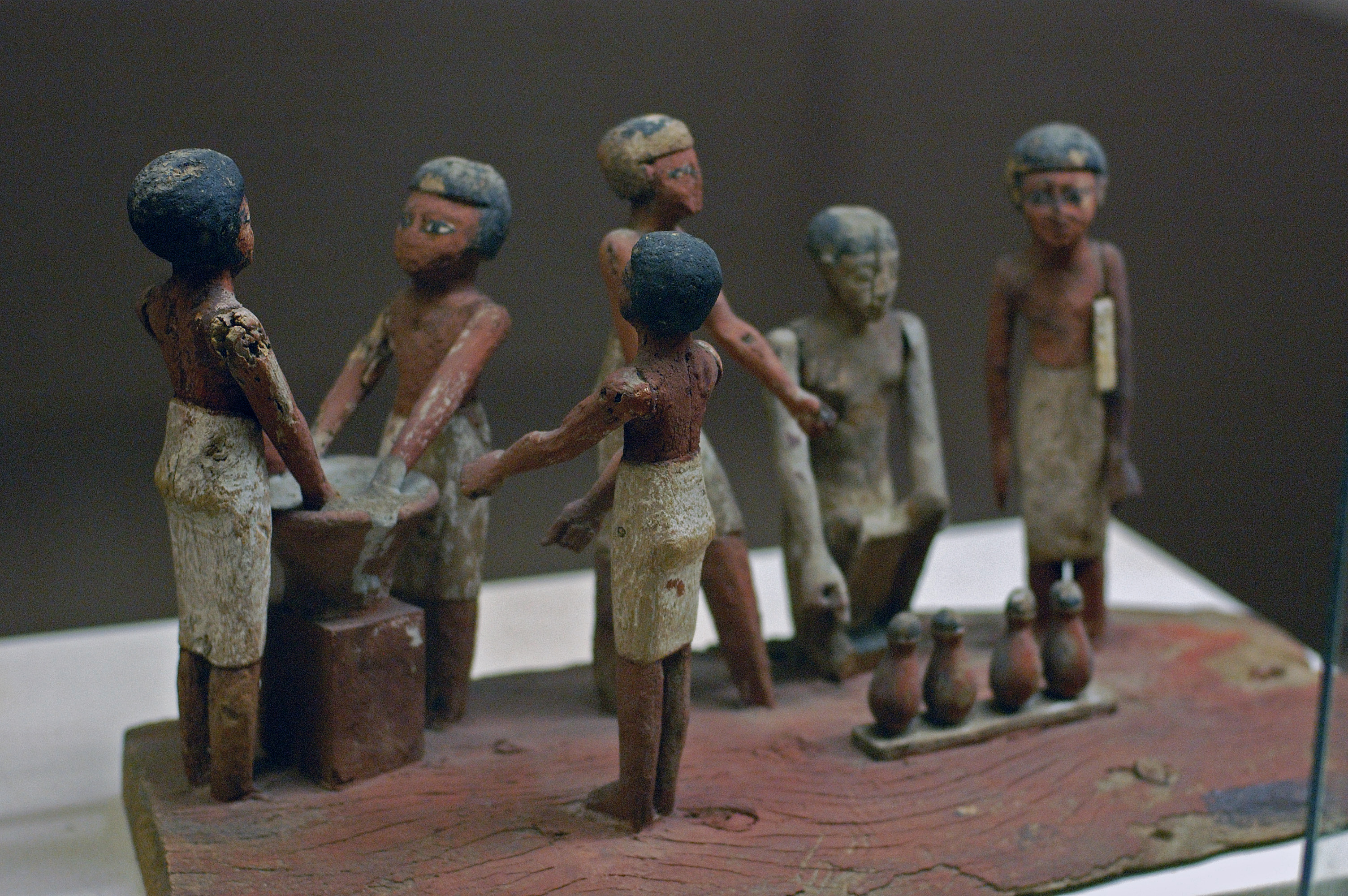
نموذج خشبي مصري لصناعة البيرة في مصر القديمة.

تاريخ الجعة هو التاريخ التي مرَّت عليه الجعة وهي واحد من المشروبات التي صنعت لأول مرة ما قبل التاريخ ولا زالة تصنع في العصر الراهن.
الجِعَة هي واحدة من أقدم المشروبات المصنعة في العالم، إذ قد يعود تاريخ تصنيعها إلى العصر النيوليثي المبكر (نحو 9500 عام قبل الميلاد)، عندما أنبت البشر القمح للمرَّة الأولى في تاريخ الزراعة، وقد تم ذكرها في السِّجلات التاريخية بمصر القديمة وبلاد الرافدين. وقد ربط المؤرخون بين اختراع الجِعَة وتطور المدنية.
أقدم دليلٍ كيميائيٍّ معروف على صُنع الجعة من الشعير يعود إلى وقتٍ بين سنتي 3100 و3500 قبل الميلاد في موقعٍ يُدعَى غودِن تيب بجبال زاغروس غربي إيران. تشير بعض أقدم كتابات السومريِّين إلى الجعة، منها على سبيل المثال صلاةٌ كانت تُؤدَّى إلى الآلهة ننكاسي العروفة باسم «تراتيل ننكاسي»، حيث عملت هذه التراتيل عمل طقسٍ ديني من جهة أولى، ومن جهة ثانية كانت وسيلة لنقل طريقة إعداد الجعة للأجيال القادمة التي لم تكن تتقن القراءة أو الكتابة. كما وأن المثل القديم املا بطنك، وسيُصبح الليل والنهار بهيجين من ملحمة جلجامش قد يكون أشار (ولو جزئياً على الأقل) إلى استهلاك الجعة. تظهر نصوص إبلا (المكتشفة سنة 1974 في مدينة إبلا شمال سوريا) إلى أنَّ الجعة صنعت في المدينة منذ عام 2500 ق م. كان يُصنَع مشروب مُخمَّر مُكوَّن من الأرز والفواكه في الصين منذ نحو عام 7000 ق م، وعلى عكس حال مشروب السيك، كان يُصنَع هذا الشراب بالعَجن أو الحلمهة عوضاً عن مزجه بالعفن.
يُمكن لأي مادة تحتوي السكر تقريباً أن تخضع لتخمير كحولي. لذلك فعلى الأرجع أن العديد من الحضارات اكتشفت كيفية صناعة الجعة بنفسها، بمجرَّد ملاحظة إمكانية صناعة سائل حلوٍ من النشا. ساعد انتشار الجعة والخبز على تحسين الرخاء الاقتصادي لسكان العديد من البلاد القديمة، بل وساهمت في إعطاء مجالٍ لتطور التكنولوجيا وتقدم الحضارات.

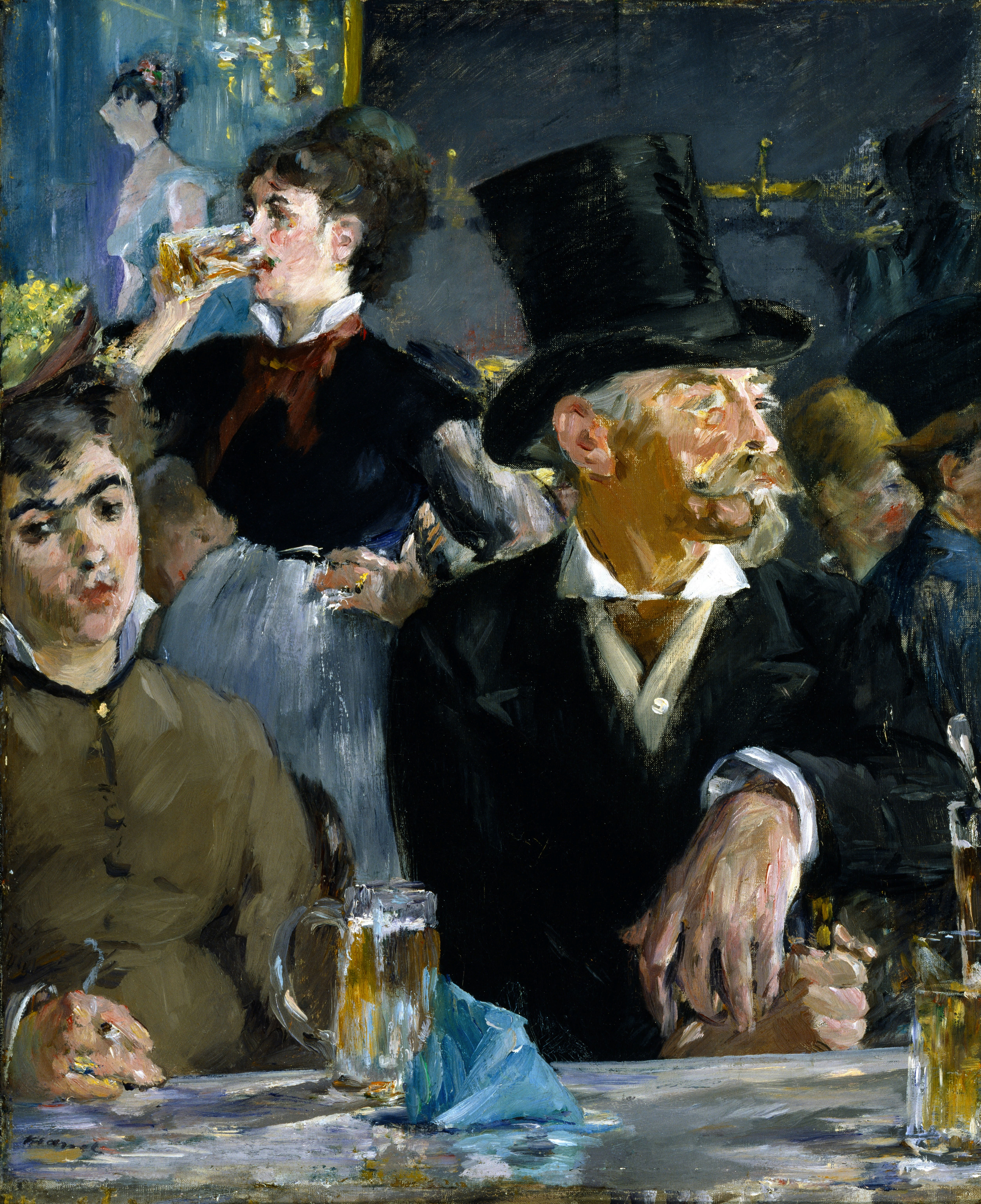
لوحة "في المقهى" بريشة إدوارد مانيه.

انتشرت الجعة في قارة أوروبا بين القبائل الجرمانية والسلتية منذ نحو عام 3000 ق م، إلا أنَّها كانت تصنع لتكفي احتياجات مناطق جغرافية صغيرة فحسب. بحقيقة الأمر، كان الشراب الذي صنعه الأوروبيون القدماء آنذاك مختلفاً عن الجعة الحديثة بحيث أنَّ مُعظم الناس لن يكونوا قادرين على إدراك ماهيته الآن. صنعت الجعة في ذلك الحين من النشا بالأساس، لكن أضيفت عليها مكوِّنات عديدة منها الفواكه والعسل وأنواع مختلفة من النباتات والبهارات والمواد الأخرى، مثل أعشاب ناركوتي. لكنَّها لم تحتوي أزهار الجنجل، إذ إنَّ هذه الإضافة ظهرت في وقت لاحق، فلم تظهر في أيِّ سجلات تاريخية حتى سنة 822 في كتاب لقديس كارولينجي ومرة أخرى سنة 1067 في كتاب للقديسة هايدغارد بنجين.
في عام 1516، سنَّ وليام السادس دوق بافاريا قانون طهارة الجعة، وهو (على ما يحتمل) أقدم قانون لتنظيم نوعيَّة الأغذية لا زال ساريَ الاستعمال حتى الزمن الحاضر، ووفقاً له فإنَّ المكونات الوحيدة المسموح باستعمالها لصناعة الجعة هي الماء وزهرة الجنجل والملت. كانت مُعظم أنواع الجعة قبل الثورة الصناعية تصنع على نطاقٍ محلي، لكن بحلول القرن السابع الميلادي أصبحت الجعة تنتج وتُبَاع في الأديرة الأوروبية. وأما خلال الثورة الصناعية فقد انتقلت صناعة الجعة من كونها مهنة حِرْفيَّة إلى واحدة صناعيَّة، ولم تعد الصناعة المحلية ذات أهميَّة عند نهاية القرن التاسع عشر. تغيَّر وجه الصناعة قليلاً عند اختراع المكثفات ومقاييس الحرارة، حيث أصبحت لدى الصانع قدرة أعلى على التحكُّم بعملية التخمير، ومعرفة أكثر دقة بالنتائج التي سيحصل عليها.
أصبحت صناعة الجعة الآن تجارةً عالميَّة، تسيطر عليها العديد من الشركات متعدِّدة الجنسيات وآلاف مؤسَّسات الإنتاج الصغيرة المتراوحة من المصانع الإقليمية إلى الحانات الصَّغيرة. في عام 2006، بيع أكثر من 113 مليار لترٍ من الجعة (35 مليار غالون) حول العالم لتجلب عائداتٍ تعادل 294.5 مليار دولار. وصل استهلاك الصين وحدها من الجعة في عام 2010 إلى 45 مليار لتر، أي ما يعادل ضعف استهلاك الولايات المتحدة تقريباً.